# Yayıklı, Halkapınar
Yayıklı là một xã thuộc huyện Halkapınar, tỉnh Konya, Thổ Nhĩ Kỳ. Dân số thời điểm năm 2011 là 147 người.